# Муравйов Микола Леонідович
Граф Микола Леонідович Муравйов (1868 — 19 грудня 1940, Брюссель, Бельгія) — російський державний діяч, полтавський та московський губернатор, сенатор.

## Життєпис
Народився в 1868 році. Належав до дворянського роду Муравйових із Санкт-Петербурзької губернії.
Закінчив Пажеський корпус. 8 січня 1887 року вступив на службу в Преображенський полк у званні офіцера. 7 березня того ж року зарахований у запас гвардійської піхоти від Уманського повіту.
17 жовтня 1895 року обраний уманським повітовим предводителем дворянства. 10 травня 1896 року призначений в Умані мировим посередником.
З 1899 року працював у Томській губернії, де був призначений віцегубернатором. Там же був директором Томського Маріїнського дитячого притулку. 6 лютого 1901 року переведений на посаді віцегубернатора у Вологодську губернію, 1902 року на тій же посаді — у Таврійську губернію, 1908 — Рязанську. 6 грудня 1906 року отримав чин дійсного статського радника. 1909 року отримав звання єгермейстера.
У 1908—1913 роках був губернатором Полтавської губернії, у 1913—1916 роках — Московської.
1916 року призначений сенатором.
Після жовтневого перевороту 1917 року емігрував до Бельгії. Помер 19 грудня 1940 року у Брюсселі.

## Родина
Першою дружиною Миколи Муравйова була Ольга Миколаївна Новосельська. У шлюбі народилася донька Олена (4 вересня 1893 — 24 серпня 1968).
Другою дружиною Муравйова була Віра Миколаївна фон Герстфельд. У цьому шлюбі народилося троє дітей:
- Микола (1908, Рязань — 1988, Женева);
- Олексій (1909 — ?);
- Аріадна (11 травня 1913, Москва — 25 листопада 1985, Женева).